# Jukums Vācietis
 (janvier 2021).
Si vous disposez d'ouvrages ou d'articles de référence ou si vous connaissez des sites web de qualité traitant du thème abordé ici, merci de compléter l'article en donnant les références utiles à sa vérifiabilité et en les liant à la section « Notes et références ».
Jukums Vācietis (en russe : Иоаким Иоакимович Вацетис, Ioakim Ioakimovitch Vatsetis), né le 11 novembre 1873 à Jaunmuiža et mort le 28 juillet 1938, est un militaire soviétique d'origine lettonne.
C'est le premier commandant en chef de l'Armée rouge nouvellement constituée en 1918.
Lors des Grandes Purges, il est arrêté et accusé d'espionnage et de participation à une organisation terroriste contre-révolutionnaire. Il est fusillé le 28 juillet 1938. Il est réhabilité après la mort de Staline.